# 燈明寺 (木津川市)
燈明寺（とうみょうじ）は、現在の京都府木津川市兎並（うなみ）寺山（旧相楽郡加茂町）にあった日蓮宗の寺院。現在は廃寺同様であるが、宗教法人は存続している。建物の一部は、横浜市の三渓園に移築され現存する。旧本山は、横浜妙鏡山川合寺。

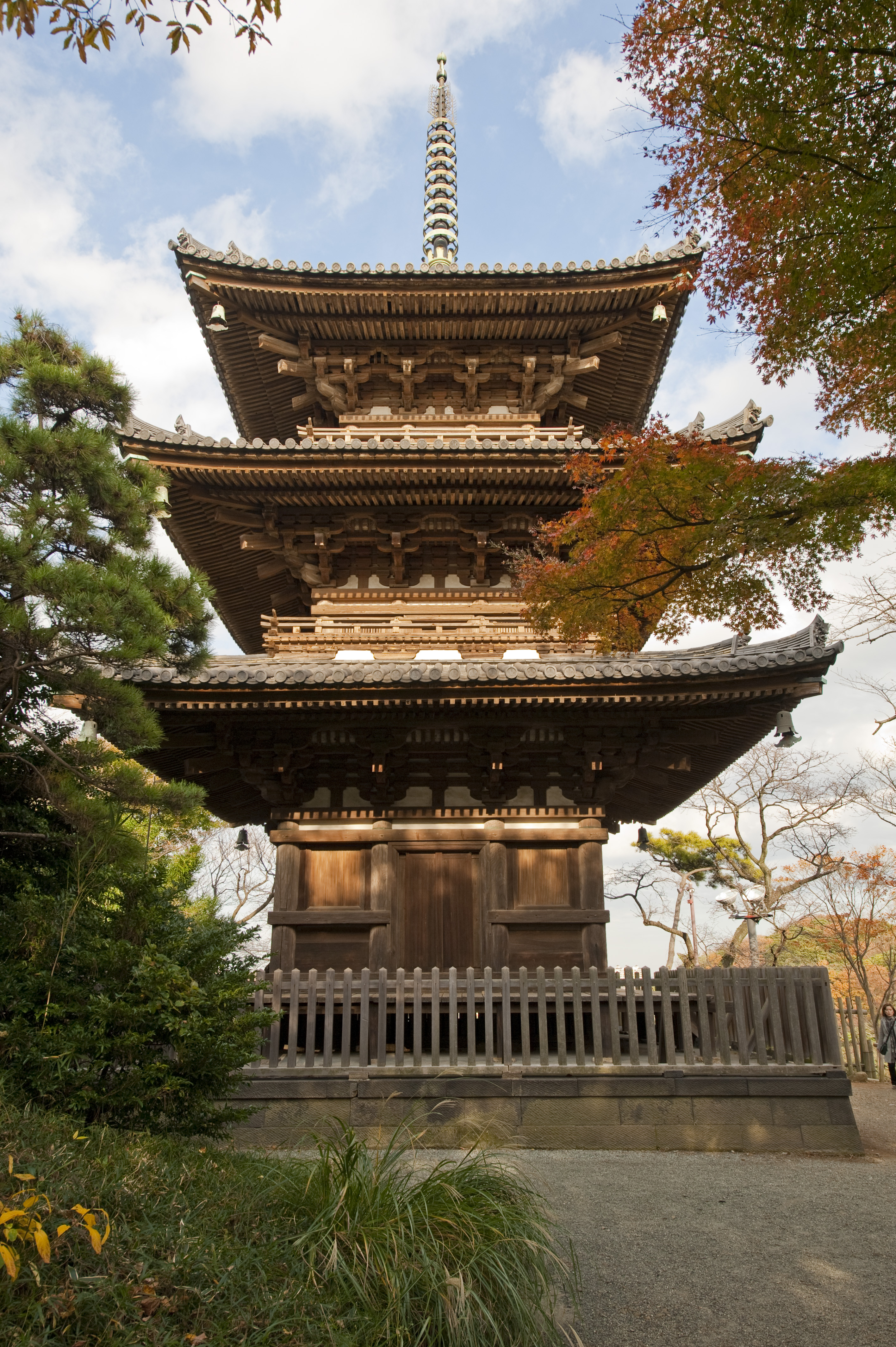
旧燈明寺三重塔（横浜市・三溪園所在、重要文化財）

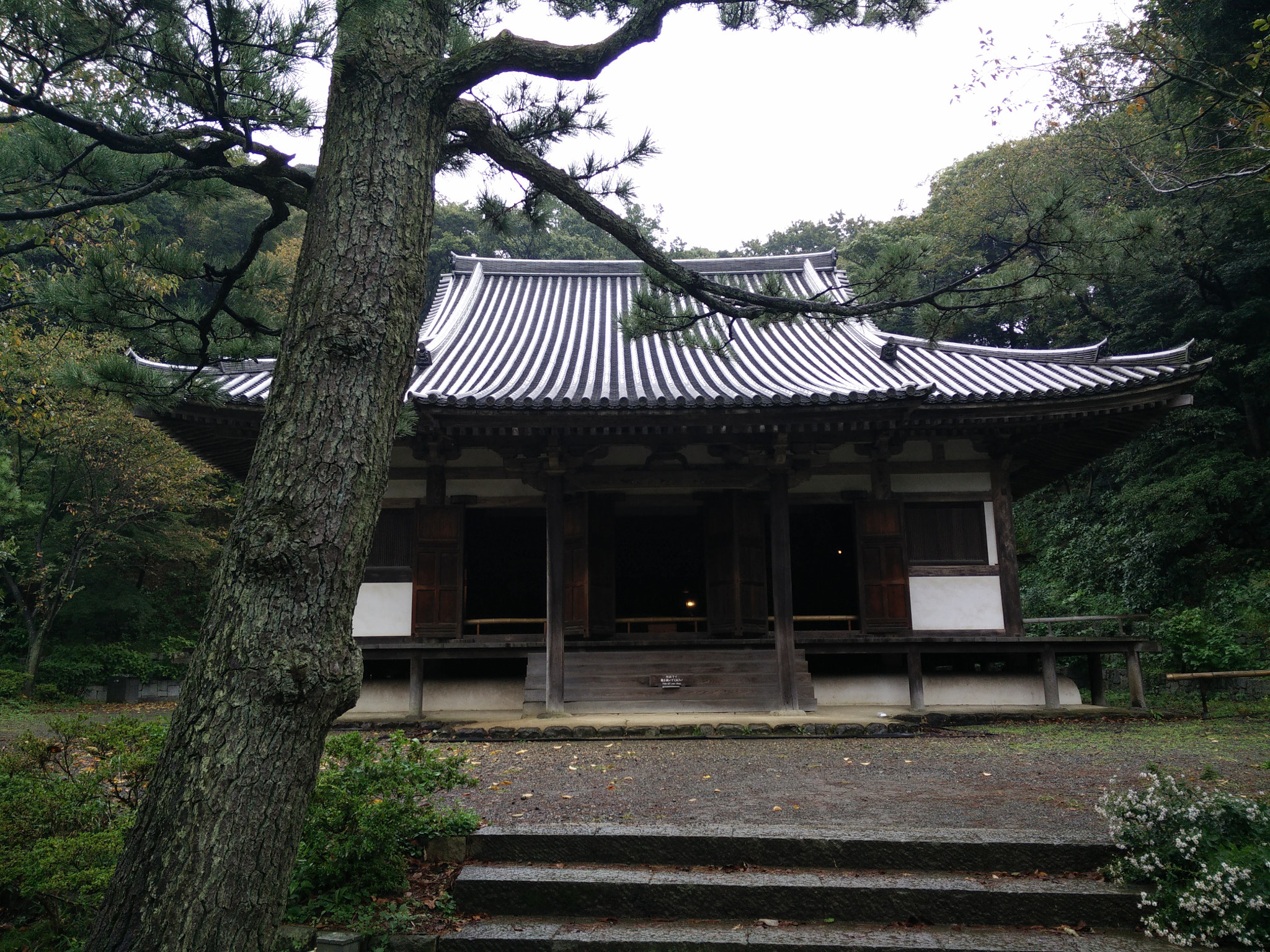
旧燈明寺本堂（横浜市・三溪園所在、重要文化財）

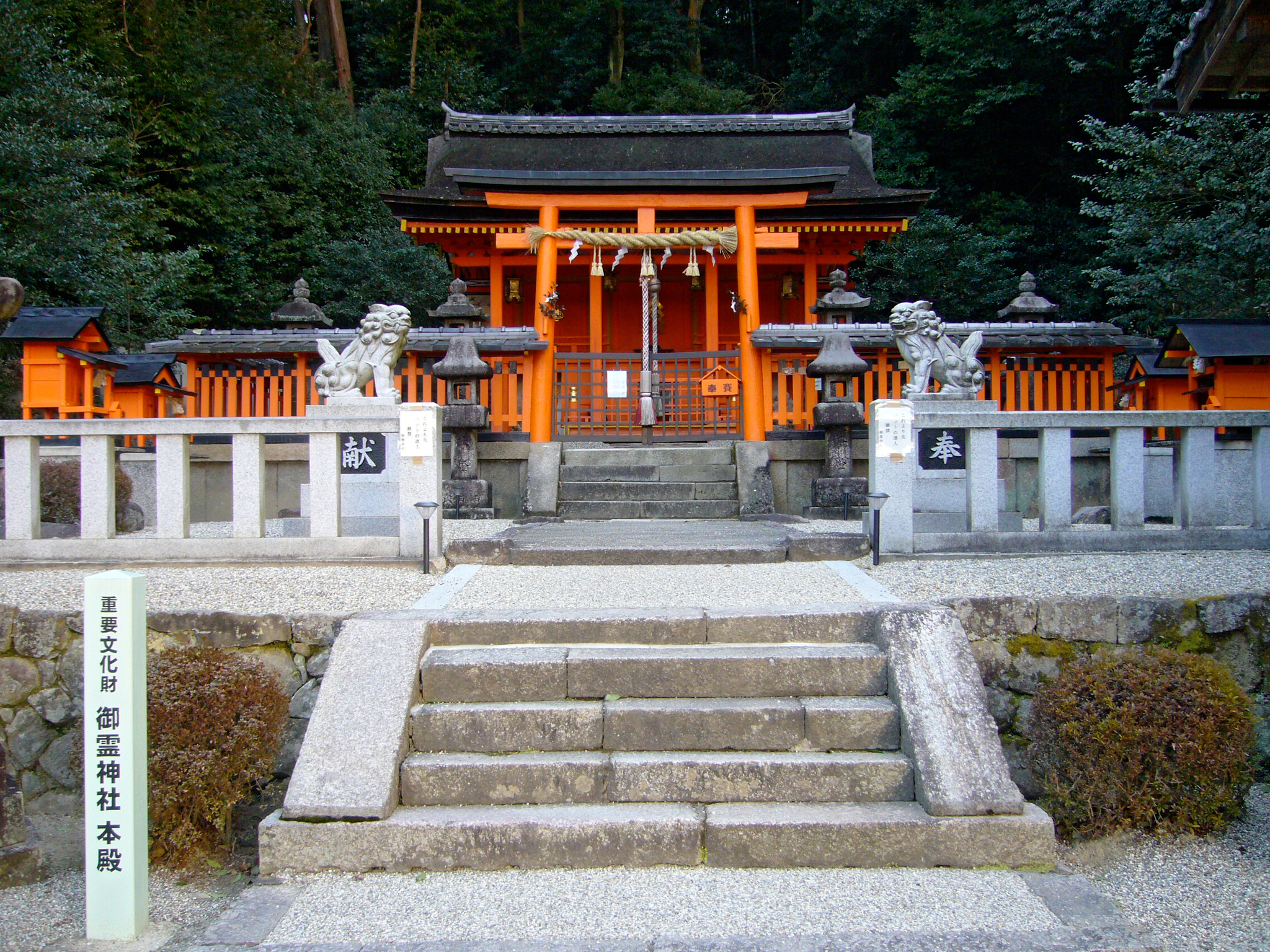
御霊神社本殿（燈明寺鎮守、重要文化財）

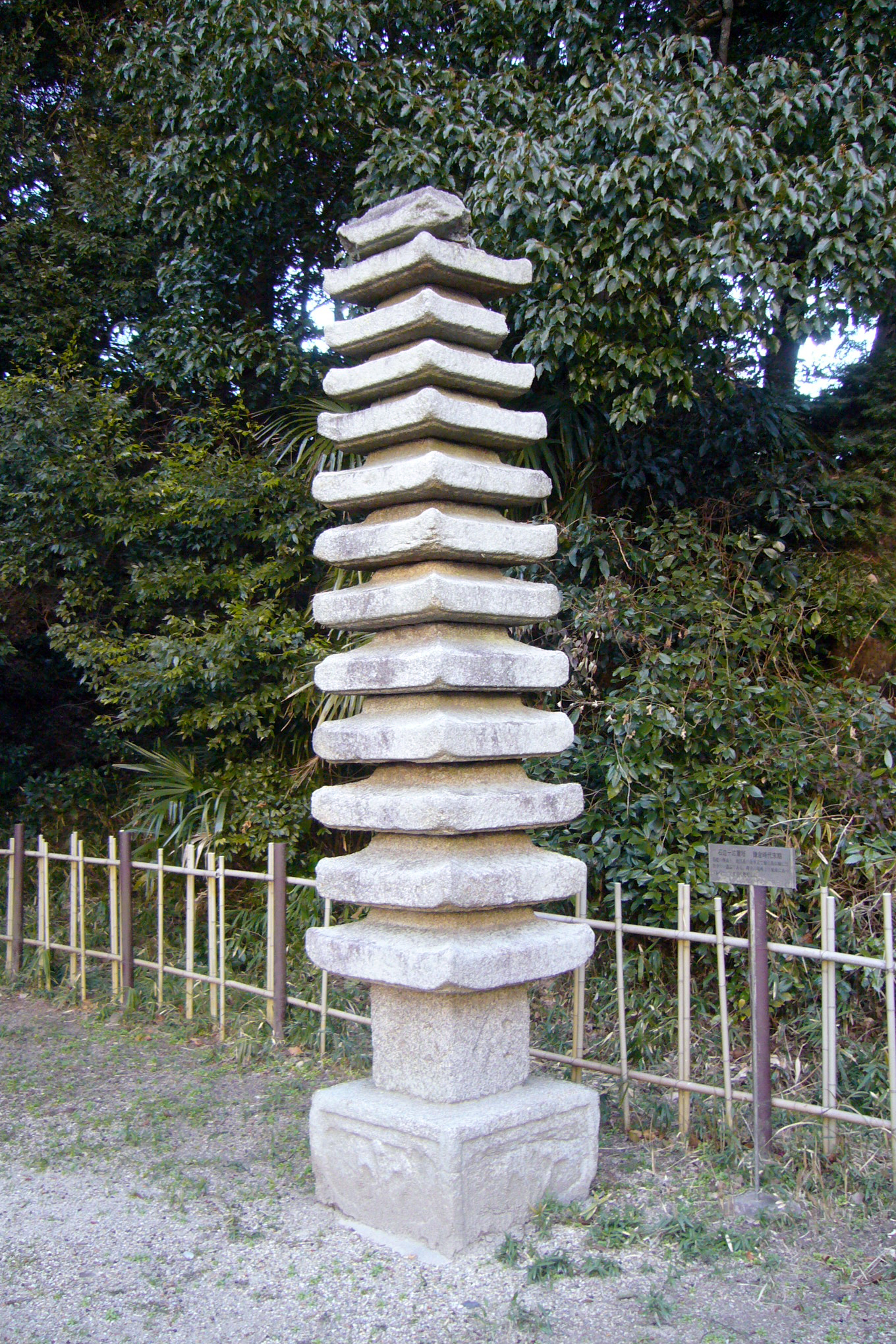
石造十三重塔（燈明寺跡所在）

## 歴史
『燈明寺縁起』（元禄9年・1696年成立）に伝える寺伝によると奈良時代、聖武天皇の勅願により行基が開創したとされ、貞観5年（873年）清和天皇の勅願で空海（弘法大師）の弟子真暁が再興したという。寺号は「東明寺」とも表記する。
建武年間の兵乱で廃絶した後、康正年間（1455年-1456年）、天台宗の僧忍禅が復興。本堂と三重塔（いずれも横浜市に移築されて現存）はこの頃の建立である。
寺は後に再び荒廃。寛文3年（1663年）頃、日蓮宗本圀寺の権律師喜見院日便上人(出自は京田辺市大住岡村の代官澤井氏の縁に連なり、その出身地に日蓮宗瑞應山法華寺が存続している。また、宗門史跡奈良油坂蓮長寺の中興にも列せられている)が再興し、本堂、三重塔を修理した。寛保3年（1743年）には、日賢が三重塔を修理している。
近代に入って1901年（明治34年）、実業家で日蓮宗徒であった川合芳次郎が財政危機に陥っていた燈明寺を買収。1914年（大正3年）には、実業家で美術品収集家でもあった原富太郎（号:三渓）が保存のために三重塔を横浜の三渓園に移築した。
本堂は移築されずに残っていたが、1947年（昭和22年）の台風で大破し、部材は解体のうえ保存されていた。1982年（昭和57年）、三渓園に本堂の部材を移動し、移築工事に着手。1987年（昭和62年）に移築工事が竣工した。

## 境内
木津川市兎並に寺跡が残る。同地には燈明寺の鎮守であった御霊神社があり（本殿は重要文化財）、神社の左手前に燈明寺本堂、神社の右手奥まったところに燈明寺三重塔があった。燈明寺の旧仏は現地の収蔵庫に保管されている。

## 仏像
旧境内に建つ収蔵庫内には、千手観音立像、十一面観音立像、馬頭観音立像、不空羂索観音立像（伝・如意輪観音）、聖観音立像が安置される。各像はいずれも木造で、鎌倉時代末期の作とみられる。正徳3年（1713年）、海住山寺の僧如範の著になる『南山城三十三所順礼』には、燈明寺の本尊は「六観音」とある。六観音とは、聖観音、千手観音、馬頭観音、十一面観音、如意輪観音、准胝観音（またはこれに換えて不空羂索観音）を指すが、燈明寺収蔵庫に現存する観音像は5体のみである。元禄9年（1696年）の『燈明寺縁起』にも当寺には千手観音立像を中尊として、十一面観音、馬頭観音、如意輪観音、聖観音の5体を安置する、とある。現存する5体は像高もまちまちで、すべてが一具の作とは考えられない。不空羂索観音立像（伝・如意輪観音）の胎内からは徳治3年（1308年）の年紀のある、結縁交名の紙片3紙が発見されている。紙片の墨書から、この像は興福寺の別会五師が関与して制作されたことがわかる。別会五師とは、春日社若宮の「御祭」などの行事にかかわった僧侶集団であり、この不空羂索観音立像と、造高の近い千手観音立像、十一面観音立像は興福寺周辺の仏師の作とみられる。これらの仏像は、川合芳次郎記念京都仏教美術保存財団が所有・管理している。

## 文化財

### 重要文化財（国指定）
- 旧燈明寺三重塔 - 横浜市三渓園に移築。室町時代の建立。移築後の1931年（昭和6年）に重要文化財（当時の国宝）に指定されている。
- 旧燈明寺本堂 - 三重塔と同じく横浜市三渓園に移築されているが、前述のように移築の時期や状況は異なっている。室町時代の建立。入母屋造本瓦葺き。桁行5間、梁間6間の奥行きの深い仏堂である。1921年（大正10年）、重要文化財（当時の国宝）に指定。1947年（昭和22年）の台風では甚大な被害を受けたが、1949年（昭和24年）頃まで解体もされず放置されていた。当時の本堂の写真をみると、屋根は半分近く崩落し、柱、貫などの軸部材がかろうじて残存し、崩壊寸前の状態であった。その後、解体され、部材は約30年間格納されていた。三渓園への移築に際しては、破損・腐朽した部材に樹脂を注入して強化するなどの方法で、再使用できる部材はできるだけ活かしているが、柱などの一部を取り替えている。[6]

## アクセス
- 御霊神社・旧燈明寺収蔵庫へはJR大和路線（旧関西本線）加茂駅から徒歩11分。
- 旧燈明寺収蔵庫は11月3日のみ公開。